# Buôn bán đối lưu
Buôn bán đối lưu (hay mậu dịch đối lưu, thương mại đối lưu) là một phương thức giao dịch trao đổi hàng hóa, trong đó xuất khẩu kết hợp chặt chẽ với nhập khẩu, người bán đồng thời là người mua, lượng hàng giao đi có giá trị tương xứng với lượng hàng nhận về.
Mục đích của giao dịch không phải nhằm để thu ngoại tệ mà nhằm để thu về một hàng hóa khác có giá trị tương đương.

## Đặc điểm của buôn bán đối lưu
- Mỗi người đều vừa là người mua, vừa là người bán.
- Việc mua bán khởi đầu lấy giá trị sử dụng làm thước đo.

## Các loại hình buôn bán đối lưu
- Nghiệp vụ hàng đổi hàng (Barter): hai bên trao đổi trực tiếp với nhau những hàng hóa có trị tương đương, việc giao hàng hóa diễn ra hầu như đồng thời.
- Nghiệp vụ bù trừ (Compensation): hai bên trao đổi hàng hóa với nhau trên cơ sở ghi giá trị hàng giao và hàng nhận đến cuối kỳ hạn, hai bên mới đối chiếu sổ sách, so sánh giá trị giữa hàng giao và hàng nhận. Nếu sau khi bù trừ tiền hàng như thế, mà còn số dư thì số tiền đó được giữ lại để chi trả theo yêu cầu của bên chủ nợ về những khoản chi tiêu của bên chủ nợ tại nước bị nợ.
  - Bù trừ theo thực nghĩa của nó.
  - Bù trừ trước (Pre-compensation).
  - Bù trừ song hành (Parallel - compensation).
  - Bù trừ toàn phần (Full compensation linked purchases)
  - Bù trừ một phần (Partial compensation)
  - Bù trừ bằng tài khoản bảo chứng (Escro Account)
- Nghiệp vụ buôn bán có thanh toán bình hành (Clearing): hai chủ thể của quan hệ buôn bán thỏa thuận chỉ định ngân hàng thanh toán. Ngân hàng này mở tài khoản gọi là tài khoản clearing, để ghi chép tổng giá trị giá hàng giao nhận của mỗi bên. Sau một thời gian quy định, ngân hàng mới quyết toán tài khoản clearing và bên bị nợ sẽ phải trả khoản nợ bội chi mà mình đã gây ra.
  - Bình hành công cộng (Public clearing).
  - Bình hành tư nhân (Private clearing).
- Nghiệp vụ mua đối lưu (Counter-purchase): Để nhận được đơn hàng của nhà nhập khẩu, nhà xuất khẩu cam kết cũng sẽ mua hàng của nhà nhập khẩu đó trong tương lai như một điều kiện giao dịch.
- Nghiệp vụ chuyển nợ (Switch): Người mua chuyển nghĩa vụ thanh toán của mình cho một bên khác.
- Giao dịch bồi hoàn (Offset): Nhà xuất khẩu bán các sản phẩm của mình lấy tiền và sau đó giúp nhà nhập khẩu tìm ra những cơ hội để kiếm ngoại tệ. Òffset phổ biến nhất khi có bao gồm những sản phẩm quan trọng (VD: thiết bị quân sự)
- Nghiệp vụ mua lại sản phẩm (Buy-backs): Giao dịch mà trong đó nhà cung cấp vốn hay thiết bị đồng ý nhận sản phẩm sản xuất ra trong tương lai (nhờ vốn hay những thiết bị được đầu tư) như là khoản thanh toán.